# Euthima rodens
Euthima rodens là một loài bọ cánh cứng trong họ Cerambycidae.